# Kartlav
Kartlav, alternativt vanlig kartlav eller gulgrön kartlav (Rhizocarpon geographicum), är en art bland lavar som växer på stenar och klippor i bergiga områden med låga halter av luftföroreningar. Varje lav består av en platt fläck i gul till olivgrön färg med svart ytterkant av apothecier (fruktkroppar) och/eller sporer. Apotecierna är svarta och kantiga och sitter insänkta mellan bålens rutor, vilket ger "fläckar" som kan växa intill varandra. Detta ger ett kartliknande utseende där de svarta kanterna ser ut som gränser. 
Som många andra lavar har kartlaven extremt långsam tillväxt. Beroende på växtplats växer den 0,25 - 0,6 mm per år, radiellt utåt. En kartlav kan ha en ålder av 1000 år eller mer.
Laven färgas blå av KI-I2-lösning.

## Användning
Kartlav används flitigt av klimatologer för att bestämma de relativa åldern för material som avlagrats i exempelvis moräner och kan på det sättet avslöja bevis för glaciärers framryckning. Detta kallas för lichenometri.
I ett experiment placerades kartlav i en kapsel och skickats ut i rymden med en rysk Sojuzraket den 31 maj 2005. Kapseln öppnades och exponerades för rymden under närmare 15 dagar innan den kom tillbaka till jorden. Laven visade minimala förändringar eller skador.